# Charles Trenet
Louis Charles Auguste Claude Trenet /ʃaʁl tʁəˈnɛ/ (Narbona, 18 maggio 1913 – Créteil, 19 febbraio 2001) è stato un cantautore e paroliere francese.

## Biografia

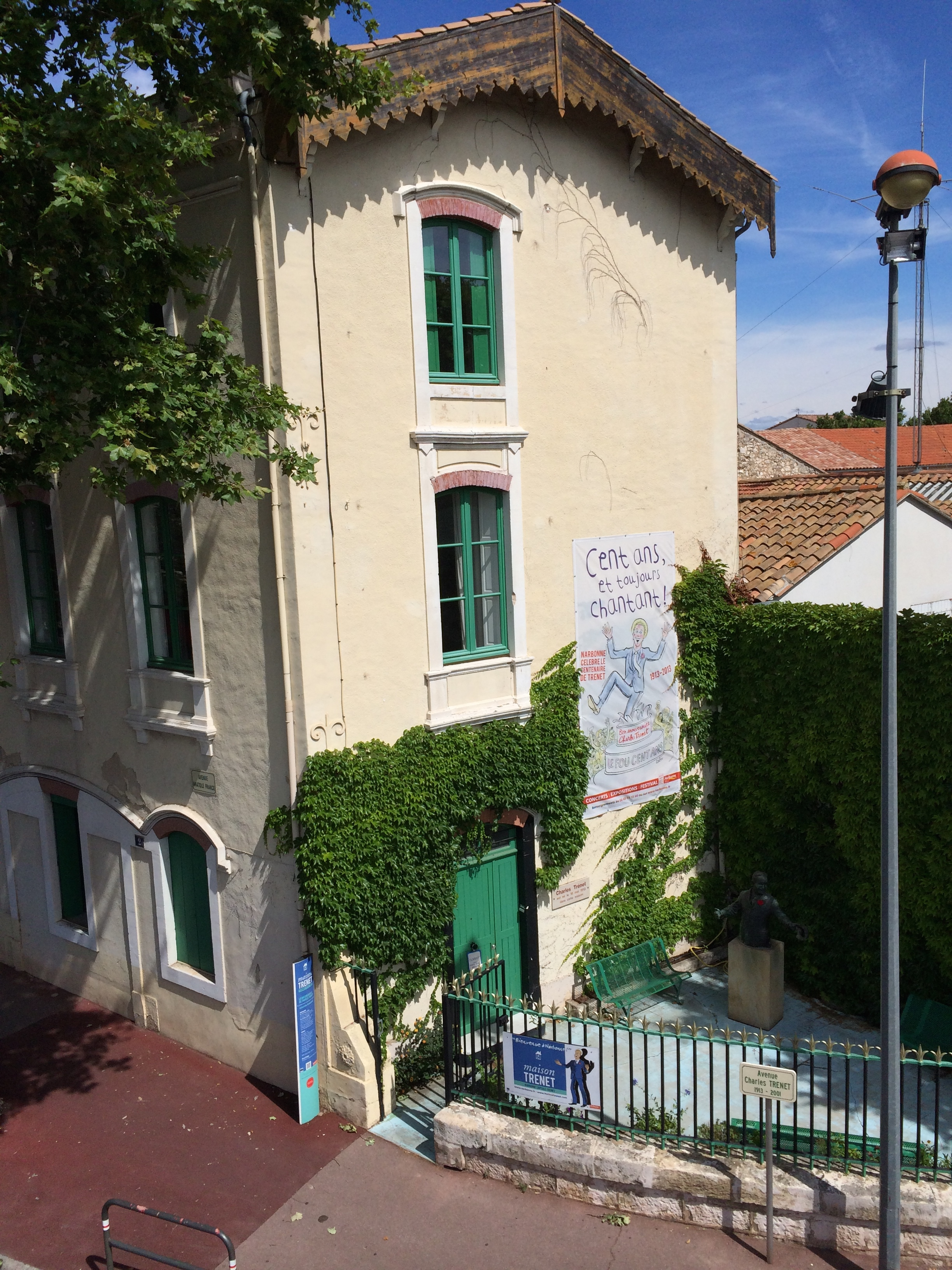
Casa natale di Trenet, a Narbona, oggi aperta ai visitatori.

Trascorse gli anni della sua infanzia nel sud della Francia, tra le città di Narbona, dove era nato, di Saint-Chinian e di Perpignano. Era il secondo figlio di Lucien Trenet, notaio e violinista dilettante, e Marie-Louise Cassat. In estate la famiglia si recava spesso a la Nouvelle (oggi Port la Nouvelle) a breve distanza da Narbona. Dopo la separazione dei suoi genitori, nel 1920 andò dapprima a studiare in un collegio di Béziers, poi, nel 1922, raggiunse suo padre a Perpignano. Sul finire degli anni venti fece la conoscenza, nella capitale del Roussillon, del poeta franco-catalano Albert Bausil, nato a Castres nel 1881. Attraverso Bausil conoscerà la letteratura e la poesia catalane, il cui fascino sottile lascerà un segno indelebile nella sua formazione e, successivamente, nella sua produzione poetica.
Nel 1928 trascorse sei mesi a Berlino insieme alla madre. Qui debuttò come pittore, ma nel frattempo si occupò anche di poesia e teatro. Nel 1930 arrivò a Parigi inserendosi nella vita artistica e intellettuale del vivace quartiere di Montparnasse. Qui venne a contatto con alcuni degli esponenti più significativi della vita culturale dell'epoca, intellettuali come Antonin Artaud, Jean Cocteau e Max Jacob. Si unì al pianista Johnny Hess esibendosi più volte al teatro di cabaret Le Fiacre di Parigi, fino a quando nel 1936 venne chiamato a prestare il servizio militare. Sciolse il sodalizio con Hess, senza peraltro essere abbandonato dalla fortuna. Canzoni del 1937 come Y'a d'la joie, parole e musica di Trenet (interpretata da Maurice Chevalier, che si può dire padre spirituale di Trenet), Vous qui passez sans me voir , musica di Johnny Hess, parole di Trenet (portata al successo da Jean Sablon e Léo Marjane), Je chante, musica di Trenet e parole di Paul Misraki, e Boum !, del 1938 con musica e parole di Trenet diventarono la colonna sonora degli spensierati anni prima della scoppio della guerra in Francia.

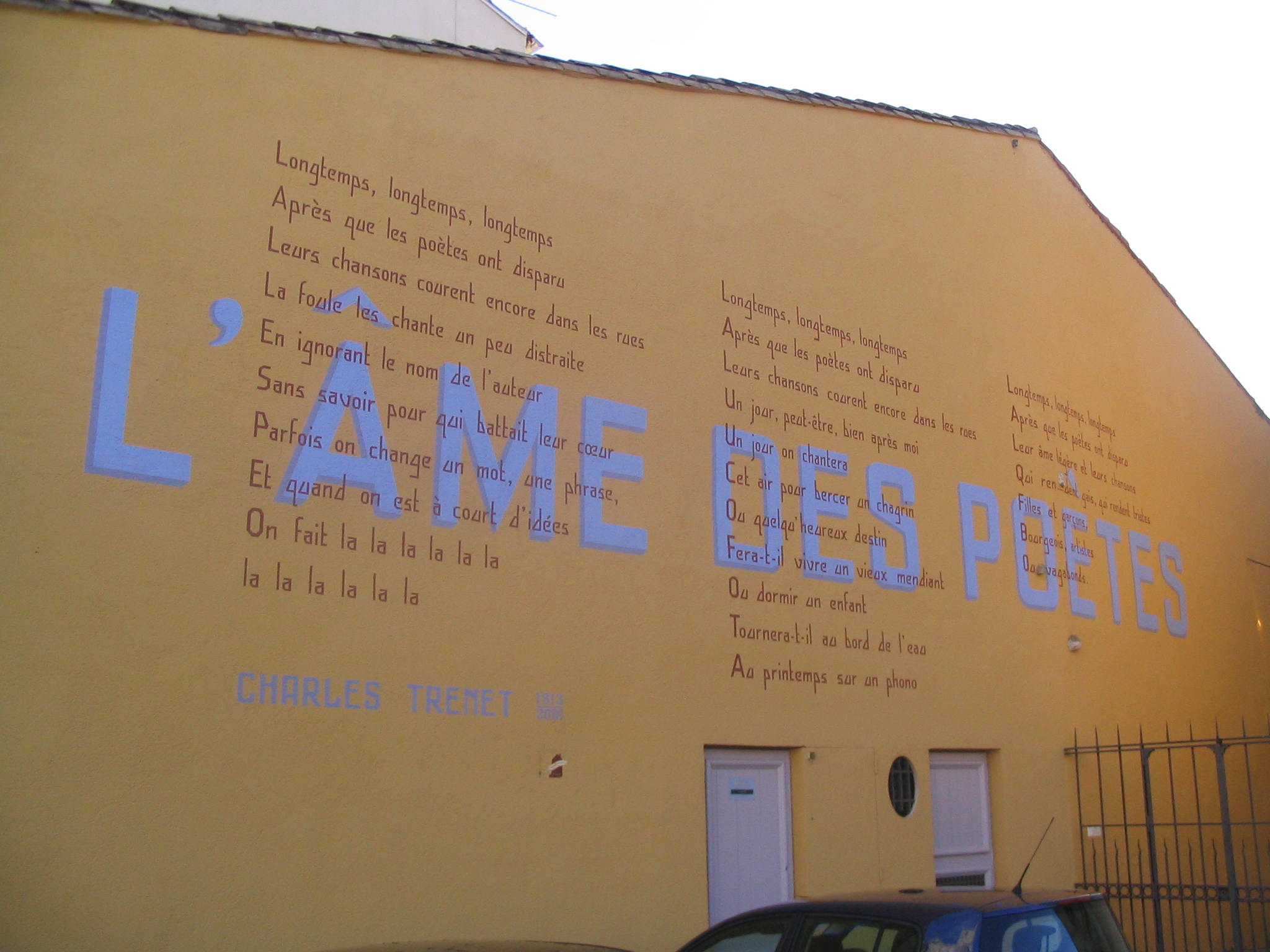
Iscrizione sul muro di una casa di Narbona, vicino alla cattedrale di Saint-Just. Il testo è relativo ad una canzone di Charles Trenet del 1951 L'Âme des poètes. La città natale ha voluto rendere omaggio in questo modo e con altri testi riportati su altri muri al cantante soprannominato "il cantante matto"

Durante la seconda guerra mondiale fu sospettato di essere ebreo e per questo dovette affrontare una serie di avversità dovute alla Gestapo. Fu comunque in grado di mostrare il suo albero genealogico alle autorità, dimostrando di non avere origine ebraica. Come altri artisti dell'epoca, scelse di intrattenere le forze occupanti piuttosto che sacrificare la sua carriera. Accettò, quando gli venne chiesto dai tedeschi, di cantare per i prigionieri di guerra francesi in Germania. L'Épuration légale, l'ondata di processi ufficiali che seguirono la liberazione della Francia e la caduta del regime di Vichy, esaminò se Trenet fosse colpevole di collaborazionismo, ma l'indagine gli costò una semplice reprimenda, senza alcuna conseguenza penale.
Nel periodo del conflitto bellico lanciò canzoni che diventarono subito celeberrime come Que Reste-t-il de nos Amours ? (1942) e Douce France (1943), entrambe con musica di Léo Chauliac e parole di Trenet. Riuscì anche a recitare in qualche film di grande successo popolare, oltre a comporre musica per il cinema. Nell'immediato dopoguerra compose parole e musica di altre due immortali canzoni: La Mer (incisa nel 1946) e l'Âme des Poètes (1951). Trenet racconterà di aver scritto in dieci minuti il testo di La Mer su un treno nel 1943 sulla carta igienica fornita da SNCF (la società nazionale delle ferrovie francesi) durante il viaggio lungo la costa mediterranea francese, di ritorno da Parigi a Narbonne. Con l'assistenza per la melodia da parte di Léo Chauliac, la canzone sarà incisa nel 1946. Fra il 1946 e il 1951 si divise fra la Francia e il Nord America (Stati Uniti, Canada) continuando a mietere successi. Negli anni cinquanta le Fou Chantant (il matto cantante), come veniva chiamato, si esibì anche in varie città europee, fra cui Roma. La sua vena creativa sembrava inesauribile: Trenet raccolse ancora molti ed entusiastici consensi grazie alle sue indimenticabili canzoni. Sono di questo periodo: En Avril à Paris (1953), musica di Trenet e Walter Eiger e parole dello stesso Trenet, Route Nationale 7 e Moi, J'Aime le Music-Hall del 1955, della quale Trenet compone parole e musica. Un'altra tournée in America latina precedette il suo debutto al Teatro Olympia di Parigi.
Dopo un relativo oblio negli anni sessanta (durante il periodo yéyé in Francia, corrispondente a quello degli interpreti cosiddetti "urlatori" in Italia), giunse a dare addio alle scene nel 1975. Ma non sarà definitivo. Ritornerà sotto i riflettori in diverse occasioni, senza mai smettere di comporre. Il 3 marzo 1998 il presidente della Repubblica francese Jacques Chirac lo nominò Commandeur de la Légion d'Honneur.
Negli ultimi anni della sua vita Trenet, molto stanco, decise di dare di nuovo l'addio alle scene. La sua ultima esibizione in pubblico è del novembre 1999 alla Salle Pleyel di Parigi dove registrò il tutto esaurito. Il pubblico in parterre è tuttavia dubbioso sul fatto che sarebbe riuscito a portare a termine un lungo concerto con una scaletta di ben 26 brani: il cantante ha ormai 86 anni e i postumi di una caduta che gli ha procurato la rottura di tre costole. Ma dopo un avvio di concerto quasi drammatico con le energie palesemente ai minimi termini, lo chansonnier ritrova via via brillantezza e chiude la performance in gran crescendo addirittura saltellando sul palco, salutato da una "standing ovation" di quasi venti minuti. Due anni dopo, nel 2001, subì due attacchi cardio-vascolari: trasportato all'ospedale Henri-Mondor di Créteil, morì il 19 febbraio.
Il corpo di Trenet venne cremato al cimitero di Père-Lachaise di Parigi e le sue ceneri portate a Narbonne, sua città natale, e deposte nel cimitero dell'Ovest nel sepolcro di famiglia di semplice cemento, accanto alla madre.
Alla sua morte si conteranno più di mille canzoni firmate da Charles Trenet in un'intera carriera. La sua casa natale di Narbonne è da anni un museo aperto al pubblico.

## Vita privata
Charles Trenet prima della guerra frequentava molto i grandi personaggi dell'ambiente omosessuale di Montparnasse (Jean Cocteau, Max Jacob, Gabriel Arnaud), ma non amava parlare pubblicamente della propria vita privata, ad eccezione di una "...avventura durante la guerra, con una giovane donna di nome Monique Pointier...". Questa relazione si interruppe perché la madre di Charles, Marie-Louise Caussat, non la sostenne e lasciò trapelare la notizia che la ragazza non potesse avere figli.

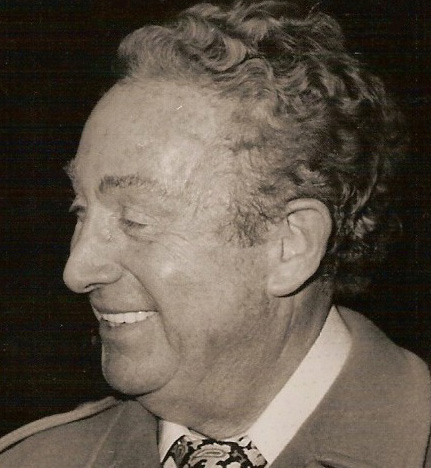
Charles Trenet, 1977

## Pubblicazioni
- Une noix (1974), illustrato da Michel Guiré-Vaka, edito da Hachette Livre
- Qu'y a-t-il à l'intérieur d'une noix? (1974), illustrato da Michel Guiré-Vaka, edito da Hachette Livre

## Filmografia

### Attore

#### Cinema
- La Route enchantée, regia di Pierre Caron (1938)
- Je chante, regia di Christian Stengel (1938)
- Romance de Paris, regia di Jean Boyer (1941)
- Frédérica, regia di Jean Boyer (1942)
- Adieu Léonard, regia di Pierre Prévert (1943)
- La cavalcade des heures, regia di Yvan Noé (1943)
- L'or du duc, regia di Jacques Baratier (1965)